# Hysteropterum gravesteini
Hysteropterum gravesteini är en insektsart som beskrevs av Dlabola 1975. Hysteropterum gravesteini ingår i släktet Hysteropterum och familjen sköldstritar.
Artens utbredningsområde är Spanien. Inga underarter finns listade i Catalogue of Life.